# Chris William Martin
Chris William Martin (también conocido como Corky Martin) (nacido como Christopher William Martin el 17 de enero de 1975 en Burnaby, Columbia Británica, Canadá) es un actor canadiense. Ha aparecido en varias series de televisión, incluyendo Felicity y The L Word, así como la serie canadiense líder del 2002, Tom Stone.

## Primeros años
Asistió a Hugh McRoberts Jr High seguido de Richmond High School en Richmond, Columbia Británica. También fue alumno de la Ideal Mini School en Vancouver.

## Carrera
Su primer papel fue en una serie de 1991, el drama juvenil, Quince, filmada en Vancouver. Su actuación como Dylan recibió una nominación a Mejor Actor en el Youth in Film Awards. Después de la final de la serie, hizo el papel de Jamie Novak en alta escuela de teatro de Madison, en 1993, con el cual Martin recibió una nominación Gemini como Mejor Actor. En 1999, protagonizó la película de Carl's Bessai que ganó el Premio Especial del Jurado a la Mejor Primer Largometraje Canadiense en el Festival Internacional de Cine de Toronto. Se ha ido a trabajar con Bessai en las dos películas siguientes: Lola en 2001, y Emile en 2003. Él apareció en la película de 2002 Try Seventeen, junto con Elijah Wood y Mandy Moore. Más tarde, en 2004, apareció como el personaje principal en The Volcano Disaster. También ha aparecido en varias series de televisión como "Tru Calling", Intelligence y actualmente hace el rol de Zach Salvatore, el tío de los vampiros Stefan (Paul Wesley) y Damon Salvatore (Ian Somerhalder) en la serie The Vampire Diaries.

## Premios y nominaciones
- Nominado al Mejor Actor Joven en serie del cable, XIV Premio Anual de Arte Joven (1991-1992).

- Nominado por Mejor Actuación de un Actor en una continua Dramático Papel principal, Undécima anual Gemini Awards.